# Спокойной ночи (фильм)
«Спокойной ночи» (англ. The Good Night) — романтическая комедия, повествующая о создании идеальной женщины в сновидениях мужчины. Премьера состоялась 5 октября 2007 года. В 2007 году фильм был представлен на Кинофестивале «Сандэнс».

## Сюжет
Теглайн фильма — «Мечтать — значит верить».
Для Гарри жизнь — сплошная рутина, но всё меняется при встрече с Анной. Они могут встречаться только во сне. Он начинает изучать тему сновидений, и как выясняется такая идеальная девушка существует в реальном мире. Ему с ней организовывают свидание, но выясняется, что она не соответствует его воображаемым ожиданиям. Он продолжает мечтать во снах, но затем, считая, что изменяет Доре, пытается к ней вернуться.

## В ролях
| Актёр            | Роль         |
| ---------------- | ------------ |
| Мартин Фримен    | Гарри        |
| Гвинет Пэлтроу   | Дора         |
| Пенелопа Крус    | Анна         |
| Дэнни Де Вито    | Мэл          |
| Саймон Пегг      | Пол          |
| Эмбер Роуз Силли | Терри        |
| Скай Беннетт     | балерина     |
| Майкл Гэмбон     | Алан Вейгерт |
| Люси Де Вито     |              |